# Ercole Bernabei
Pour les articles homonymes, voir Bernabei.
Ercole Bernabei est un compositeur italien, né à Caprarola en 1622 et mort à Munich le 5 décembre 1687. Compositeur de l'époque baroque, il est actif principalement à Rome et en Bavière.

## Biographie
Compositeur romain, il est l'élève à Rome d'Orazio Benevoli. Le 25 août 1642 sa présence est attestée en tant que joueur de basse continue aux célébrations religieuses de l'église Saint-Louis-des-Français, où Benevoli occupe le poste de maître de chapelle. Par la suite, en 1653, il succède au compositeur et organiste Luigi Rossi à la tribune de l'orgue de cette même église; il occupe ce poste jusqu'en 1658, quand il est remplacé temporairement par Ercole Pastorelli. Rétabli à ce poste l'année suivante, il continue son service à Saint-Louis jusqu'en juillet 1665, quand il est nommé maître de chapelle de la basilique Saint-Jean-de-Latran. En 1667, il obtient également la direction de la chapelle de Saint-Louis-des-Français, succédant à Antonio Maria Abbatini, un poste qu'il occupe jusqu'en juin 1672 lorsque, grâce à l'appui de la reine Christine de Suède, il devient directeur de la Cappella Giulia au Vatican, poste laissé vacant par Benevoli.
Deux ans plus tard, cependant, il est invité à devenir maître de chapelle du prince Ferdinand-Marie de Bavière, succédant Johann Kaspar Kerll. Par conséquent il quitte Rome pour se rendre à Munich, la ville où il reste jusqu'à sa mort. À la cour de Bavière, Bernabei met en scène certaines de ses œuvres et a comme assistant de futur compositeur Agostino Steffani. Malgré tout cela, il n'est pas particulièrement heureux de rester dans la capitale bavaroise et a prévu de retourner en Italie dès que possible, chose qu'il n'a pu jamais faire, puisqu'il meurt le 5 décembre 1687.
Il est à la tête d'une famille de musiciens, avec son fils aîné Giuseppe Antonio Bernabei (it) et son plus jeune fils Vincenzo Bernabei.

## Œuvres
Son œuvre est influencée par le courant des lamenti sacrés qui mettaient en valeur la voix de soprano seule, accompagnée d'une basse continue. Il en écrivit plusieurs, poussant ce genre jusqu'aux limites du chant solo sacré.
Un seul de ses lamenti nous est parvenu, il s'agit du motet Heu me miseram et infelicem, actuellement conservé sous forme de manuscrit à la bibliothèque du British Museum de Londres.

### Opéras
- La conquista del vello d'oro in Colco, livret de D. Gisberti, 1674, Munich ;
- I portenti dell'indole generosa, ovvero Enrico terzo imperatore, duca di Baviera, livet de D. Gisberti, 1675, Munich ;
- Il litigio del cielo e della terra, livret de V. Terzago, 1680, Munich ;
- Erote ed Anderote, livret de V. Terzago, 1686, Munich.

### Divers
- Concerto madrigalesco, pour trois voix et basse continue, 1669, Rome ;
- Sacrae modulationes op. 2, pour 5 voix, 2 violons et basse continue ;
- 2 messes pour 16 chanteurs

## Sources
- (it) Cet article est partiellement ou en totalité issu de l’article de Wikipédia en italien intitulé « Ercole Bernabei » (voir la liste des auteurs).